# Élections générales de 2020 aux Samoa américaines
Les élections générales de 2020 aux Samoa américaines ont lieu le 5 novembre 2020 afin d'élire le gouverneur et le lieutenant-gouverneur du territoire des Samoa américaines. Ce sont des élections législatives pour désigner les membres à la Chambre des représentants ainsi que le délégué des Samoa américaines au Congrès des États-Unis.
Le lieutenant-gouverneur sortant démocrate Lemanu Peleti Mauga l'emporte avec 60 % des voix.

## Élection gouvernorale

### Contexte
Le gouverneur démocrate sortant Lolo Matalasi Moliga ne peut pas se représenter après deux mandats accomplis. Lemanu Peleti Mauga, son lieutenant-gouverneur se porte candidat pour lui succéder.

### Système électoral
Le gouverneur des Samoa américaines et le lieutenant-gouverneur des Samoa américaines sont élus pour un mandat de quatre ans au scrutin uninominal majoritaire à deux tours. Si aucun candidat ne réunit la majorité absolue au premier tour, un second est organisé entre les deux candidats arrivés en tête, et celui recueillant le plus de voix est déclaré élu.
Le territoire est une démocratie non partisane dans laquelle tous les candidats se présentent sans étiquette, bien que la plupart affichent leur affiliation à des partis nationaux.

### Candidats
- Gaoteote Palaie Tofau, président du sénat des Samoa américaines (Indépendant)
  - colistier : Faiivae Iuli Alex Godinet, sénateur des Samoa américaines
- I'aulualo Fa'afetai Talia, directeur exécutif du fonds de retraite des employés du gouvernement des Samoa américaines (Indépendant)
  - colistier : Tapa'au Dr. Dan Mageo Aga, directeur du bureau du statut politique, de la révision constitutionnelle et des relations fédérales du gouvernement des Samoa américaines
- Lemanu Peleti Mauga, lieutenant-gouverneur des Samoa américaines (Parti démocrate)
  - colistier : Eleasalo Ale, ancien procureur général des Samoa américaines
- Nuanuaolefeagaiga Saoluaga T. Nua, sénateur des Samoa américaines (Parti républicain)
  - colistier : Tapumanaia Galu Satele Jr., ancien représentant des Samoa américaines

### Résultats
| Candidat et colistier | Candidat et colistier                                        | Parti             | Voix   | %     |
| --------------------- | ------------------------------------------------------------ | ----------------- | ------ | ----- |
|                       | Lemanu Peleti Mauga Eleasalo Ale                             | Parti démocrate   | 7 154  | 60,31 |
|                       | Gaoteote Palaie Tofau Faiivae Iuli Alex Godinet              | Indépendant       | 2 594  | 21,87 |
|                       | I'aulualo Fa'afetai Talia Tapaʻau Dr. Dan Mageo Aga          | Indépendant       | 1 461  | 12,32 |
|                       | Nuanuaolefeagaiga Saoluaga T. Nua Tapumanaia Galu Satele Jr. | Parti républicain | 652    | 5,50  |
|                       |                                                              |                   |        |       |
| Total                 | Total                                                        | Total             | 11 861 | 100   |

## Élections législatives

### Système électoral
Les Samoa américaines sont dotées d'un parlement bicaméral, le Fono, dont la Chambre des représentants est la chambre basse. Celle ci est dotée de 21 sièges pourvus pour deux ans, dont vingt au scrutin majoritaire dans 14 circonscriptions uninominales et 3 circonscriptions binominales. Enfin, un délégué sans droit de vote est élu lors d'un vote public sur l'île Swains,.
Le scrutin uninominal majoritaire à un tour est utilisé dans les circonscriptions d'un seul siège, et le scrutin majoritaire binominal dans celles de deux sièges. Dans chaque circonscription, les électeurs disposent d'autant de voix que de sièges à pourvoir, qu'ils répartissent aux candidats de leur choix à raison d'une voix par candidat. Après décompte des suffrages, le candidat ou les deux candidats ayant reçu le plus de voix sont élus, en fonction du nombre de sièges dans la circonscription.

## Élection du délégué
La déléguée sortante Amata Coleman Radewagen est réélue avec 83.5% des voix